# Dirhinus
Dirhinus is een geslacht van vliesvleugeligen uit de familie bronswespen (Chalcididae). De wetenschappelijke naam van dit geslacht is voor het eerst geldig gepubliceerd in 1818 door Dalman.

## Soorten
Het geslacht Dirhinus omvat de volgende soorten:
- Dirhinus acutaus (Schmitz, 1946)
- Dirhinus alticornis (Masi, 1927)
- Dirhinus altispina Boucek & Narendran, 1981
- Dirhinus anthracia Walker, 1846
- Dirhinus antonii Schmitz, 1946
- Dirhinus atricornis (Girault, 1927)
- Dirhinus auratus Ashmead, 1905
- Dirhinus bakeri (Crawford, 1915)
- Dirhinus banksi Rohwer, 1923
- Dirhinus browni (Crawford, 1915)
- Dirhinus buscki (Crawford, 1913)
- Dirhinus caelebs Masi, 1937
- Dirhinus caerulea (Cameron, 1884)
- Dirhinus caeruleiceps (Cameron, 1911)
- Dirhinus cameroni (Ashmead, 1904)
- Dirhinus clavatus Husain & Agarwal, 1981
- Dirhinus claviger Boucek & Narendran, 1981
- Dirhinus cornuta (Strand, 1911)
- Dirhinus cyprius Masi, 1939
- Dirhinus deplanatus Boucek & Narendran, 1981
- Dirhinus dives Masi, 1927
- Dirhinus ehrhorni Silvestri, 1913
- Dirhinus emersoni (Girault, 1927)
- Dirhinus excavatus Dalman, 1818
- Dirhinus flavicornis Schmitz, 1946
- Dirhinus galesusaeformis (Risbec, 1957)
- Dirhinus garouae Risbec, 1956
- Dirhinus giffardii Silvestri, 1913
- Dirhinus gussakovskii Nikol'skaya, 1952
- Dirhinus hesperidum (Rossi, 1790)
- Dirhinus himalayanus Westwood, 1836
- Dirhinus inflexus Waterston, 1917
- Dirhinus kirbyi (Ashmead, 1904)
- Dirhinus kivuensis (Schmitz, 1946)
- Dirhinus linearis (Masi, 1927)
- Dirhinus loriae (Masi, 1947)
- Dirhinus maculatus (Girault, 1912)
- Dirhinus madagascariensis (Masi, 1947)
- Dirhinus magnificus (Crawford, 1913)
- Dirhinus mauritianus Westwood, 1835
- Dirhinus minimus (Schmitz, 1946)
- Dirhinus neotropicus Strand, 1911
- Dirhinus nidicolus Kerrich, 1964
- Dirhinus parotideus Masi, 1942
- Dirhinus perideus Burks, 1947
- Dirhinus pilifer Boucek & Narendran, 1981
- Dirhinus pusillus Masi, 1927
- Dirhinus reticulatus Cameron, 1909
- Dirhinus rossettoi De Santis, 1980
- Dirhinus ruficornis (Cameron, 1905)
- Dirhinus salinae Narendran, 1989
- Dirhinus schwarzi (Crawford, 1913)
- Dirhinus secundarius Masi, 1933
- Dirhinus sinon Fernando, 1957
- Dirhinus sureshani Narendran, 1989
- Dirhinus texanus (Ashmead, 1896)
- Dirhinus ugandensis (Masi, 1947)
- Dirhinus variocelli Girault, 1926
- Dirhinus vultur (Girault, 1915)
- Dirhinus wohlfahrtiae Ferrière, 1935